# 保丰站
保丰站位于中华人民共和国江苏省苏州市虎丘区浒墅关镇城际路大同东路交叉口东南地下，是苏州地铁6号线的地铁车站，于2024年6月29日开通运营。

## 车站结构
本站为地下二层岛式车站。

### 车站楼层
| 1                 | 地面 | 出入口 |
| -1                | 站厅 | 售票机、客服中心、商店                                                                                          |
| -2                | 站台 | \| \| \| ■ 6号线往苏州新区火车站（終點站） \| \| 島式 · 開左邊车门 \| \| \| \| \| \| ■ 6号线往桑田岛（富强） \| |
|                   |      | ■ 6号线往苏州新区火车站（終點站）                                                                               |
| 島式 · 開左邊车门 |      | |
|                   |      | ■ 6号线往桑田岛（富强）                                                                                         |

### 出入口
| 编号                | 建议前往的目的地         | 图片 |
| ------------------- | ------------------------ | ---- |
| 1 · 出口            | 城际路、迪卡侬、开市客   |      |
| 2 · 出口            | 城际路                   |      |
| 3 · 出口            | 城际路、大同路           |      |
| 4 · 出口 · （设有） | 城际路、宜家家居、大同路 |      |
| 图例： 设有         |                          |      |